# Possível monorchidismo de Adolf Hitler

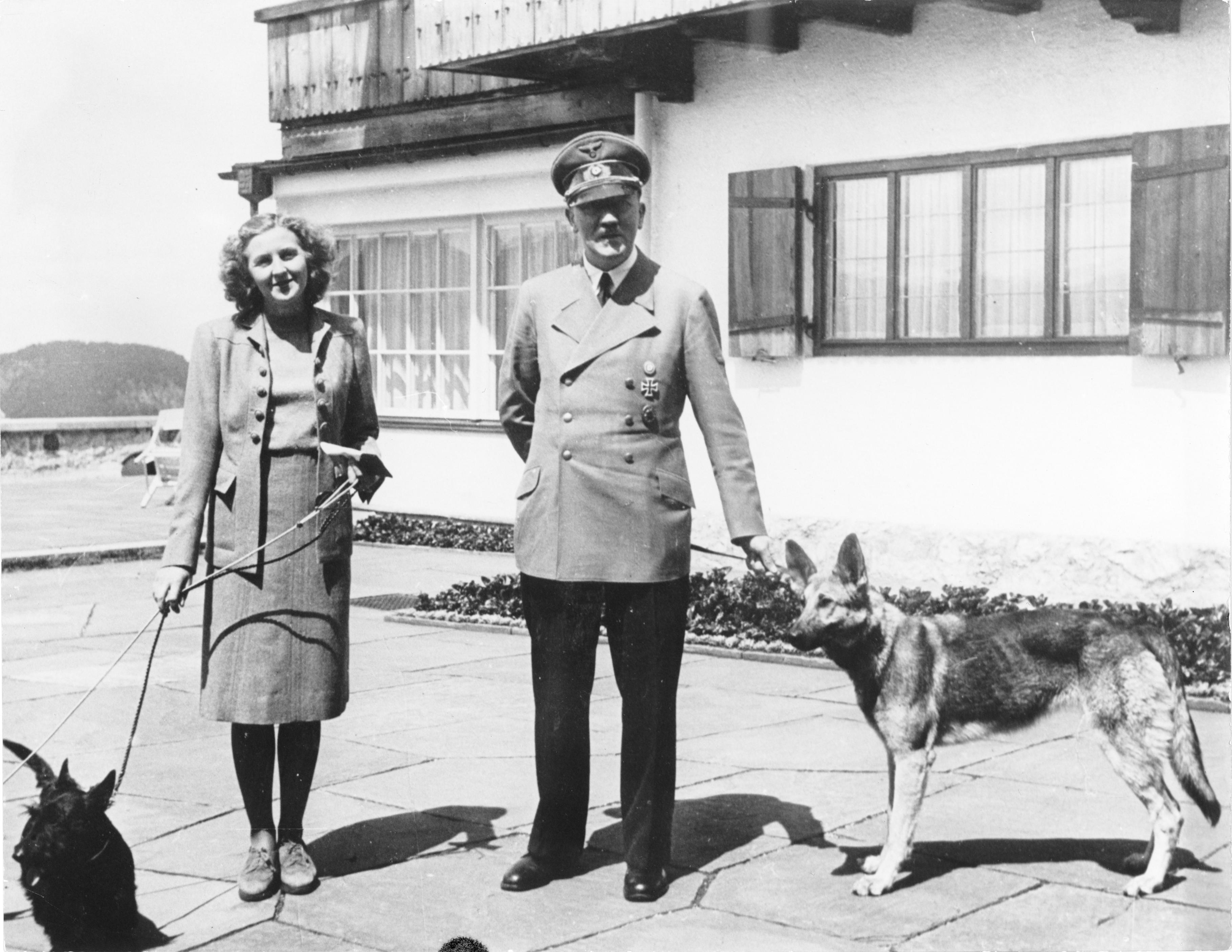
Adolf Hitler e Eva Braun com seus cachorros em Berghof, Baviera, junho de 1942.

A possibilidade que Adolf Hitler tinha apenas um testículo é um assunto marginal entre os historiadores e acadêmicos que pesquisam sobre o líder da Alemanha Nazista. Há a possibilidade do rumor ser uma lenda urbana tendo origem na música miltar "Hitler Has Only Got One Ball".
Os médicos de Hitler, Erwin Giesing e Theodor Morell, desconsideraram seu monorchidismo, afirmando que não havia nada de errado com seus testículos. Porém, normalmente Hitler recusava despir-se para realizar exames médicos. Em 1970, a União Soviética afirmou que uma autópsia mostrou que Hitler não tinha um dos testículos, mas a precisão história do documento em questão é questionada. Em dezembro de 2015, as anotações de um médico da Prisão de Landsberg afirmava que Hitler possuia "criptorquia do lado direito", evidência recolhida em um exame médico que o ditador foi forçado a realizar em 1923.

## Evidências

### Documentos médicos da Primeira Guerra Mundial
Em novembro de 2008, a imprensa anunciou ter encontrado uma testemunha de como Hitler foi tratado após ter sido baleado na Frente Ocidental durante a Batalha do Somme, na Primeira Guerra Mundial. De acordo com os documentos, Johan Jambor, um médico do Exército Alemão, descreveu ao padre e historiador amador Franciszek Pawlar durante os anos 60 de como ele salvou a vida de Hitler em 1916 de uma lesão na virilha, e viu que ele havia perdido um testículo. Jambor afirmou que eles estavam carregando Hitler, mas tiveram que abandoná-lo temporariamente por estarem sendo atacados pelos franceses, mas ele passou a gritar muito alto e ameaçá-los com corte marcial caso fosse abandonado. Os registros de Pawlar foram descobertos por seus parentes e publicados pelo autor polonês Grzegorz Wawoczny. De acordo com o tablóide Bild, Jambor afirmou que "seu abdômen e pernas estavam cobertas de sangue. Hitler foi ferido no abdômen e perdeu um testículo. Sua primeira pergunta para o médico foi: 'Eu ainda vou poder ter filhos'?".
Os documentos médicos dizem que o ferimento foi na virilha ou na coxa esquerda, quando o projétil explodiu no abrigo dos despacho dos corredores. Historiadores como Ian Kershaw acreditam que o ferimento tenha sido na coxa esquerda.

### Registros da prisão
Em dezembro de 2015, foi reportado que os documentos da Prisão de Landsberg seriam lançados e compilados em um livro. Neles, o médico Josef Brinsteiner, que supostamente examinou Hitler em 1923, escreveu no Aufnahmebuch (livro de detentos recém-chegados) que ele possuia "criptorquia do lado direito".

### Autópsia soviética
Em 1968, o repórter soviético Lev Bezymenski publicou o livro The Death of Adolf Hitler. Nele, foi publicado uma alegada autópsia realizada por Faust Shkaravsky. O documento analizava o que acreditava-se ser o corpo de Hitler, sendo supostamente compilado logo ao fim da Segunda Guerra Mundial. Nele, há a afirmação que Hitler sofria de monochirdismo:
| “ | A autópsia do corpo de Hitler realizada pelos patologistas do Exército Vermelho... [produziram os claros] achados: O testículo esquerdo não pode ser encontrado nem no escroto ou no cordão espermático dentro do canal inguinal, ou na pelve menor [...] | ” |

Robert G. L. Waite aceitou a veracidade do documento em seu livro The Psychopathic God: Adolf Hitler (1978):
| “ | Já que o assunto é de considerável importância para o desenvolvimento psicológico de Hitler desde sua infância, vamos pausar e nos debruçar sobre os testículos do Fuehrer. Pode-se dizer que os Tommies bretãos estavam certos nesse tempo todo na primeira linha de sua versão da Marcha do Coronel Bogey, mas erraram no fim da música—a não ser que os seis filhos de Gobbels foram fruto de adoção, substituição parterna ou alguma outra forma de intervenção divina hitleriana, provavelmente impalatável, do estilo "Gott mit uns". | ” |

Porém, historiadores concluiram que desde 1945, a União Soviética apresentou diversas versões da morte de Hitler. Isto fez com que as conclusões da autópsia fossem consideradas como propaganda. O repórter Ron Rosenbaum explicou em Explaining Hitler que a autópsia não pode ser aceita pois o corpo de Hitler foi quase completamente imolado após seu suicídio no Führerbunker, fazendo com que não houvesse pedaços o suficiente para uma análise satisfatória. Baseado nos laudos dos antigos médicos de Hitler e narrações dos responsáveis pela autópsia, Rosenbaum concluiu que ela era falsa.
O historiador Anton Joachimsthaler, que investigou a fundo as circunstâncias da morte de Hitler, ressaltou uma frase de um patologista alemão sobre a autópsia: "O relatório de Bezymenski é ridículo. ...Qualquer um dos meus assistentes faria melhor... a coisa toda é uma farsa... é um péssimo trabalho intolerável... a transcrição da sessão pós-moderna de 8 [de maio] de 1945 descreve qualquer coisa menos Hitler". Ian Kershaw descreveu os corpos de Hitler e Eva Braun como completamente queimados quando foram encontrados pelo Exército Vermelho, com apenas a parde de baixo da mandíbula e a arcada dentária sendo atribuidas a Hitler. O historiador Luke Daly-Groves afirma que "os soldados soviéticos pegaram qualquer coisa que encontraram em frente da saída do bunker de Hitler, colocaram em uma caixa e afirmaram que era o corpo de Adolf e Eva Hitler. O comportamento não profissional dos oficiais de inteligência soviéticos, a baixa qualidade da investigação resultante, autópsia dúbia cheia de inconsistências científicas e manchada por motivações ideológicas... me faz concordar com historiadores como Joachimsthaler, Fest e Kershaw" de que os soldados soviéticos não encontraram de fato o corpo de Hitler.
No DVD da série de documentários The World at War há uma entrevista com o Tenente-Coronel Favst Shkaravsky, que chefiou a autópsia de Hitler. Ele afirmou que os responsáveis pela autópsia descobriram inesperadamente que havia um testículo faltando. Ele também afirmou que Hitler não morreu com um tiro, em contraste com as evidências de que ele levou um tiro na têmpora e das diversas versões apresentadas pela União Soviética conforme os objetivos políticos.

## Música
Durante a Segunda Guerra Mundial, a música "Hitler Has Only Got One Ball" tornou-se popular entre os ingleses. O autor Donough O'Brien afirmou que seu pai, Toby O'Brien, escreveu a letra em agosto de 1939 como parte da propaganda oficial do país. Por isso, suspeita-se que ela, principalmente quando tocada ao rítmo de "Colonel Bogey March", seja a origem da lenda.